# Paul Matzdorf

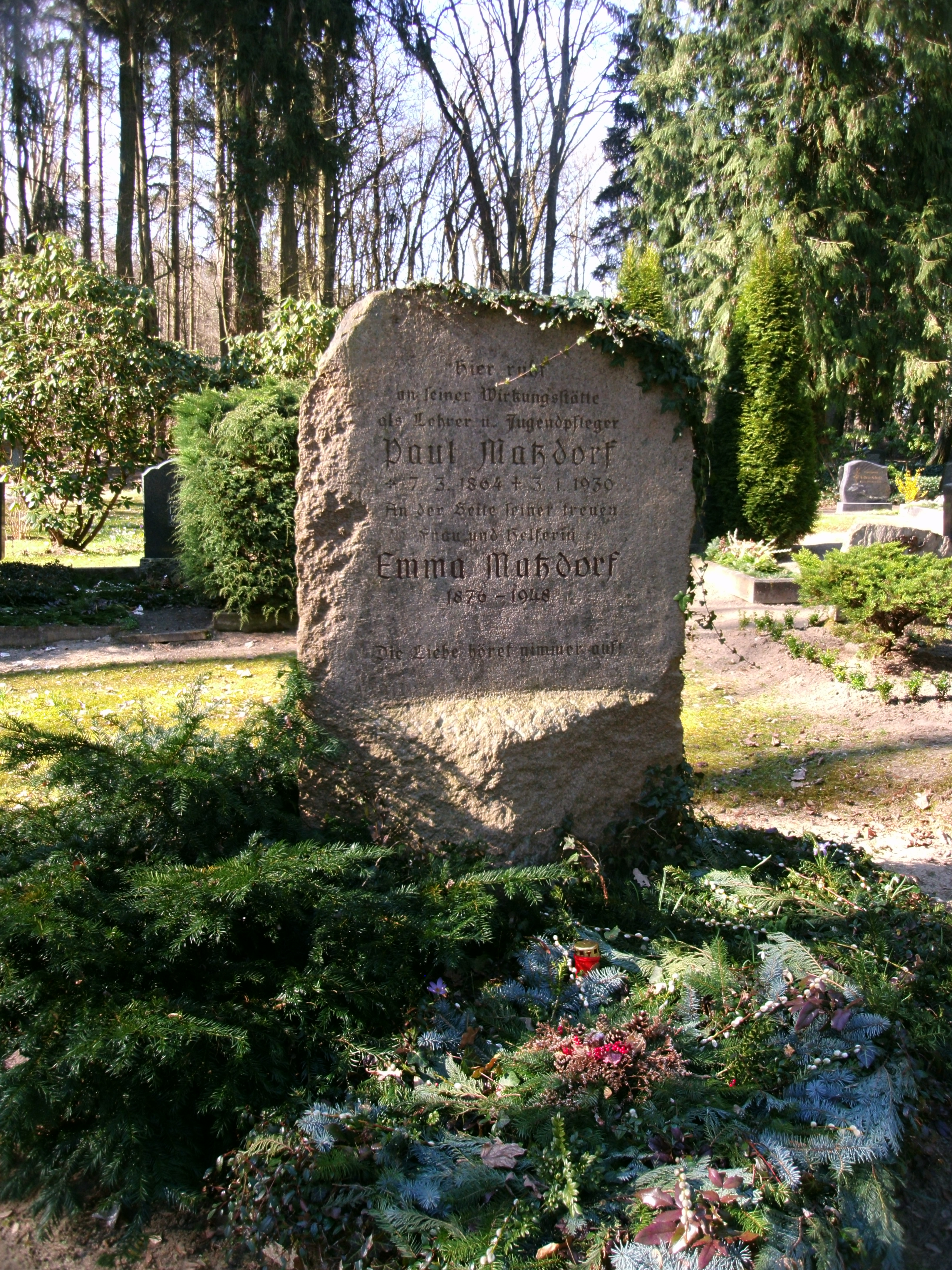
Grabstein von Paul Matzdorf auf dem Friedhof in Cöthen

Paul Matzdorf (* 7. März 1864 in Altrüdnitz; † 3. Januar 1930) war ein deutscher Pädagoge, Jugendschriftsteller, Bildhauer und Medailleur. Er gab lange Zeit die Reihe „Jugend und Volksbühne“ (circa 500 Hefte) heraus und verfasste zahlreiche Beiträge zu dieser Reihe.

## Leben
Matzdorf war Lehrer; seine erste Stelle trat er 1884 in Adamsdorf an, von 1885 bis 1890 war er Lehrer in Soldin, ab 1890 war er Lehrer in Cöthen (heute ein Ortsteil von Falkenberg).
Matzdorf verfasste zahlreiche Schriften für Jugendliche in den Reihen „Jugend- und Volksabend“ und „Jugend und Volksbühne“ für den Leipziger Strauch-Verlag.
Er gestaltete als bildender Künstler eine Bronzeplakette für einen Gedenkstein, der in Falkenberg an Theodor Fontane erinnert. Die von ihm gestaltete Fontane-Plakette wird seit 1911 (zwischenzeitlich leicht abgeändert) durch die Landesgeschichtliche Vereinigung für die Mark Brandenburg verliehen. Ebenso schuf Matzdorf u. a. eine Totenmaske von Beethoven.
Im Jahr 1924 ließ Matzdorf im heutigen Falkenberg eine Villa für sich und seine Familie bauen. Die Villa ist nach Rückübertragung und folgendem Umbau 1993 ein Hotel, das von einer Enkelin von Matzdorf mitbetrieben wird.
Paul Matzdorf ist auf dem Friedhof in Cöthen begraben. Sein Grabstein ist ein eingetragenes Baudenkmal.

## Veröffentlichungen (Auswahl)

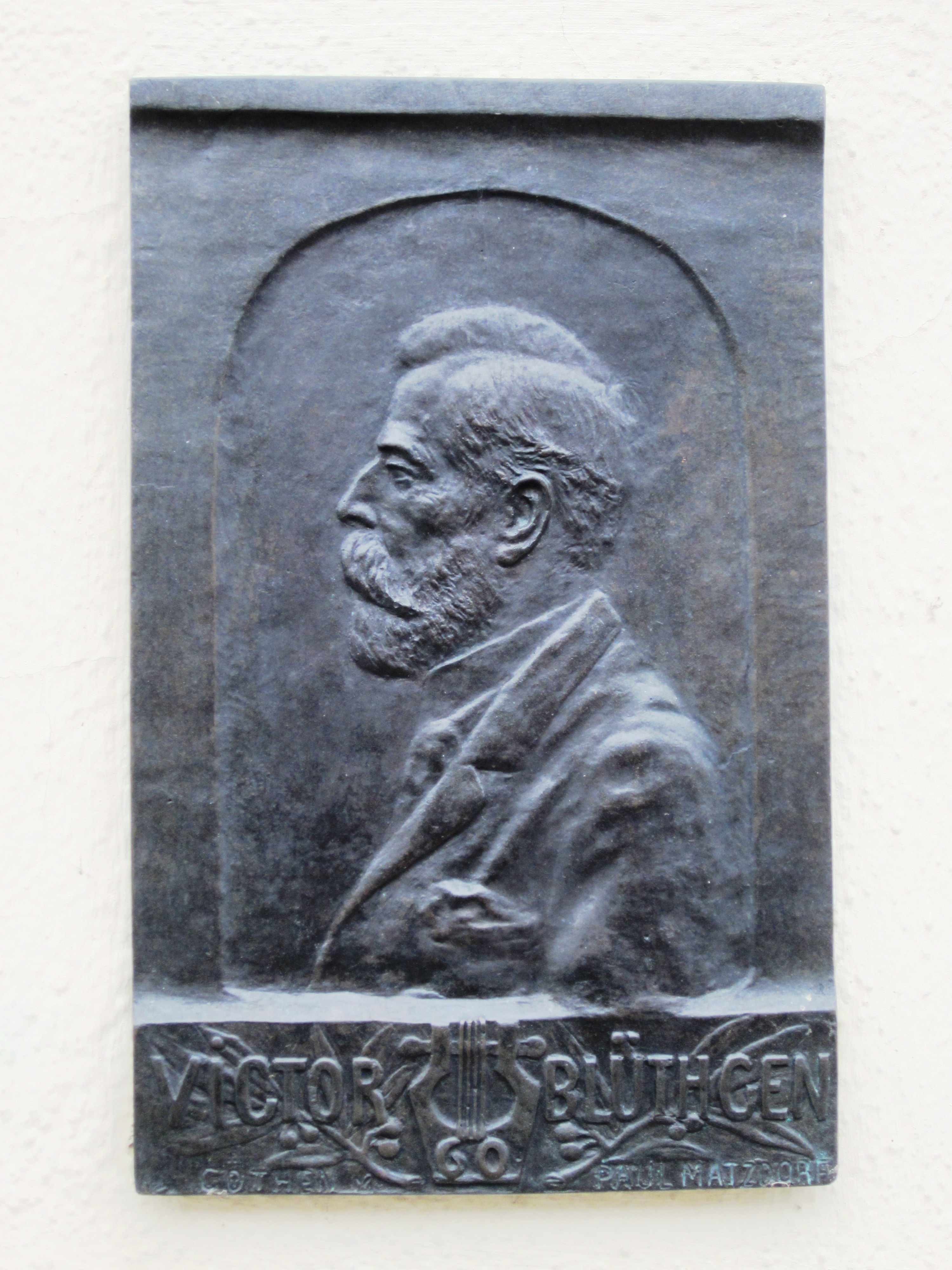
Plakette für Victor Blüthgen von Paul Matzdorf (1904)

- Die Hussiten vor Naumburg, Eine Kirschen-Legende von Adolf Holst, Musik von Lotte Arlt-Kruse, vom Verfasser der Stadt Naumburg gewidmet, Verlag Arwed Strauch - Leipzig 1929, (Reihe Jugend- und Volksbühne, Heft 629/30. Heft)
- Theodor Fontane, der märkische Dichter und Wanderer, Strauch-Verlag, Leipzig 1928, (Reihe Jugend- und Volksabende, Heft 20)
- Der Glückspeter : Ein Schneider- und Schulmeisterstücklein aus der Zeit vor hundert Jahren, Leipzig : A. Strauch-Verlag, Leipzig 1926, (Reihe Jugend- und Volksbühne, Heft 486)
- Der Werwolf von Löns : Für die reiferen Jugendlichen, Strauch-Verlag Leipzig 1925, (Reihe Jugend und Volksbühne, Heft 449)
- Erntedank, beigefügtes Werk: Schnitterreigen mit Gesang / Worte von Adolf Holst, Musik von M. G. Winter, Strauch-Verlag, Leipzig 1921, (Reihe Jugend- und Volksabende, Heft 7)
- Im Kampf mit den Volksfeinden Alkohol und Nikotin, Strauch-Verlag, Leipzig 1919, (Reihe Jugend- und Volksabende, Heft 3)
- Haltet aus! : Ein Stimmungsbild aus schwerer Zeit (mit Notenbeilage), Strauch-Verlag Leipzig 1917, (Reihe Jugend und Volksbühne, Heft 300)
- Heil Kaiser dir! : Eine Kaisergeburtstagsfeier in großer Zeit für Knaben-, Mädchen- u. gemischte Schulen, Strauch-Verlag, Leipzig 1914 (Reihe Jugend und Volksbühne, Band 250)
- Hänsel und Gretel : Märchenspiel, nach der Humperdinckschen Oper (mit Notenbeilage), Leipzig : A. Strauch, Leipzig 1907, (Reihe Jugend- und Volksbühne, Heft 3)